# Муджибур Рахман
Муджибу́р Рахма́н (бенг. মুজিবুর রহমান; 17 марта 1920 — 15 августа 1975) — политический и государственный деятель Пакистана и Бангладеш, первый и четвёртый президент и второй премьер-министр Бангладеш.

## Биография
Родился в мусульманской семье Лутфур Рахмана (1881—1975) и Саиры Хатун (1886—1975) в восточнобенгальской деревне Тонгипара (Британская Индия). Его отец работал административным служащим (серестадар) в гражданском суде Гопалганджа.
Учился в миссионерской школе и колледже «Исламия» (получил высшее образование в 1947 году). Будучи студентом в Индии, проявил интерес к политической деятельности и присоединился к движению за независимость Пакистана. Был активистом Мусульманской Лиги провинции Бенгалия и членом Совета Всеиндийской Мусульманской Лиги с 1943 года. В 1946 году был избран генеральным секретарём союза студентов колледжа «Исламия» и также избран в парламент провинции Фаридпур от Мусульманской Лиги.
В 1947 году вернулся на родину в Восточный Пакистан, изучал право в Даккском университете (был исключен в начале 1949 года по обвинению в «подстрекательстве и агитации работников» против равнодушия руководства университета к их законным требованиям). В 1948 году был одним из организаторов Мусульманской студенческой лиги Восточного Пакистана. В 1949 году участвовал в создании партии «Авами лиг» («Народная Лига») Восточного Пакистана (был избран одним из секретарей) как противовеса Мусульманской лиге, которая проводила дискриминационный курс по отношению к его родной провинции с её бенгальским населением. Вскоре был заключён в тюрьму. В 1953—1966 годах — генеральный секретарь «Авами лиг» Восточного Пакистана. В 1954 году был избран членом провинциального законодательного собрания от оппозиционного Объединённого фронта и стал министром сельского хозяйства, но вскоре отказался от депутатского мандата и поста министра, чтобы сосредоточиться на партийной работе. В 1956—1957 годах был провинциальным министром промышленности, торговли, труда, борьбы с коррупцией и помощи деревне. После установления в стране в 1958 году военной диктатуры Айюб-хана выдвинулся как харизматичный лидер оппозиции, подвергался тюремному заключению в 1958—1961, 1962 и 1966—1969 годах. Каждый раз освобождался под нажимом общественного мнения.
В середине 1960-х годов работал над восстановлением и укреплением «Авами лиг». В 1966 году был избран председателем партии и арестован пакистанским правительством по обвинению в подстрекательстве к сепаратизму. Тогда же объявил свою знаменитую Программу Шести Пунктов, назвав её «нашим (бенгальским) Уставом выживания», которая была направлена на развитие самоуправления в Восточном Пакистане. Учитывая явное доминирование западной части страны, эта программа сразу привлекла внимание всей нации. Хотя консервативные элементы всех политических партий восприняли её с неприязнью, она сразу привлекла студентов и молодёжь. Ему было присвоено прозвище бенг. বঙ্গবন্ধু («Бангабандху», «Друг бенгальца»). Во время второго срока в тюрьме его авторитет вырос настолько, что в начале 1969 года произошло массовое восстание в его поддержку и администрация М. Айюб-хана была вынуждена освободить его 22 февраля 1969 года. Бенгальцы видели в нём своего лидера, просидевшего в тюрьмах за свои убеждения 12 из 23 лет пакистанского правления в Восточной Бенгалии.
В 1969 году фельдмаршал Айюб-хан ушел в отставку, передав власть генералу Яхья Хану, который назначил всеобщие выборы на декабрь 1970. «Авами лиг» открыто выступила с лозунгом автономии для Восточного Пакистана и, получив абсолютное большинство в его Законодательном собрании, стала крупнейшей парламентской фракцией. Открытие сессии парламента было, однако, отложено президентом Яхья-ханом, результаты выборов аннулированы, и М. Рахман начал кампанию ненасильственного гражданского неповиновения, объявив 2 марта днём независимости Восточного Пакистана. В ходе отказа от сотрудничества (2-25 марта 1971) вся гражданская власть в Восточном Пакистане перешла под контроль М. Рахмана, ставшего де-факто главой правительства провинции.
7 марта 1971 года он выступил с программным заявлением, в котором, в частности, сказал:

Стройте укрепления в каждом дворе. Вы должны сопротивляться врагам-пакистанцам всем, что можете взять в руки… Помните, что мы уже пролили много крови, ещё больше должны отдать, если это понадобится, но мы должны освободить народ, Аллах нас благословляет… Битва в этот раз — битва за наше освобождение, борьба в этот раз — это борьба за независимость.
С 16 марта в Дакке проходили безуспешные переговоры руководства Пакистана во главе с Яхья Ханом и лидеров Восточного Пакистана во главе с М. Рахманом. В ночь на 25 марта в события вмешались пакистанские войска, начались массовые репрессии, М. Рахман был снова арестован и отправлен в Западный Пакистан, где предстал перед судом за мятеж и подстрекательство к восстанию.
10 апреля он был заочно провозглашён главой правительства Восточного Пакистана и Верховным Главнокомандующим вооруженными силами. В стране началась кровопролитная гражданская война, в которой погибли, по разным данным, от 200 тысяч до 3 млн человек, ещё 8 млн стали беженцами. К декабрю сторонники независимости (при активной помощи индийских войск) нанесли поражение пакистанской армии, состоявшей почти исключительно из уроженцев западных провинций. После подписания капитуляции пакистанских войск в Восточной Бенгалии 16 декабря 1971 года Рахман был освобождён из тюрьмы Пакистана и через Лондон прибыл в Дакку 10 января 1972 года.
Правительству пришлось иметь дело с бесчисленными проблемами в разорённой войной стране, начинать всё с нуля. Внешнюю помощь оказывали Индия, Китай и СССР (в частности, тральщики 12-й экспедиции особого назначения ВМФ СССР во главе с контр-адмиралом Сергеем Зуенко очищали водные пространства от мин).
12 января 1972 года стал премьер-министром правительства независимой Народной Республики Бангладеш. Правительство наметило широкую программу прогрессивных социально-экономических реформ, в области внешней политики оно провозгласило принципы неприсоединения и развития дружбы и сотрудничества со всеми миролюбивыми государствами. Основными принципами были провозглашены «национализм, секуляризм, демократия и социализм».
1—5 марта 1972 года посетил СССР с официальным визитом (2 марта подписал Соглашение об экономическом и техническом сотрудничестве в строительстве промышленных и других объектов и Соглашение об оказании помощи народу Бангладеш в восстановлении жизненно важных отраслей экономики), в апреле 1974 года приезжал в СССР на лечение.
Были проведена земельная реформа, решена проблема 10 млн беженцев, образована новая армия, предотвращён голод. На всеобщих выборах 1973 года «Авами лиг» получила 73 % голосов, союзные ей социалистическая и коммунистическая партии — 7 % и 4 %. Правительство приняло государственные программы по расширению начального образования, санитарии, питанию, здравоохранению, водо- и электроснабжению всей страны. Принятый в 1973 году пятилетний план предусматривал целенаправленные государственные инвестиции в сельское хозяйство, развитие сельской инфраструктуры, строительства и местной промышленности.
Несмотря на провозглашённую политику секуляризма, в стране была открыта запрещённая за поддержку пропакистанских сил Исламская духовная академия, по требованию исламских групп запрещены производство и продажа алкоголя и азартные игры. В своих публичных выступлениях и речах М. Рахман всё чаще использовал исламские приветствия, лозунги и ссылки на исламские ценности.
Летом 1974 года муссоны и наводнения нанесли сильнейший ущерб посевам риса (80 % летнего урожая и посевы основного зимнего урожая погибли, по официальным данным, 40 % годового производства продуктов было уничтожено) и послужили причиной массового голода. Нехватка продовольствия вкупе с резким повышением мировых цен на нефть привели также к значительному росту инфляции. Престиж руководства страны упал, что в сочетании с обвинениями режима в непотизме и коррупции подорвало авторитет премьер-министра.
В соответствии с поправками к конституции, принятыми 25 января 1975 года, произошли замена демократического парламентского строя президентским правлением и переход к однопартийной системе во главе со вновь образованным политическим альянсом «БАКСАЛ», куда вошли все поддерживавшие курс правительства партии, включая «Авами Лиг», социалистическую, коммунистическую и народную. М. Рахман стал президентом, получил чрезвычайные полномочия и объявил о необходимости «второй революции», которая должна покончить с коррупцией и терроризмом. Стремление премьера установить авторитарный режим усугубило недовольство части офицерства, что привело к кровавому военному перевороту.

## Переворот 15 августа и убийство М. Рахмана
Организаторами заговора считаются майоры Сайед Фарук Рахман, Абдур Рашид, Шарфул Хак (Далим), Раджа Ахмед и А. К. М. Раджа Ахмед, все — представители бангладешской армии и ветераны освободительной войны (мукти-бахини). Министр торговли и член исполкома правящей партии БАКСАЛ Хундакар Муштак Ахмед, судя по ряду прямых и косвенных данных, был в курсе подготовки заговора. Несколько иную версию происшедшего в ходе своего 30-летнего расследования предложил журналист Лоуренс Лифшульц, выдвинув на первые роли в заговоре Хундакара Муштака Ахмеда и ЦРУ.
Глава вооружённых сил генерал Шафиулла, главное управление разведки и службы безопасности народной полиции «ракши-бахини» были совершенно не в курсе подготовки заговора.
Заговорщики разделились на 4 группы, одна из которых, под командованием майора Худа, атаковала дом премьер-министра. Взвод охраны никакого сопротивления не оказал. Сразу же были застрелен сын М. Рахмана, Камаль, офицер армии и начальник охраны М. Рахмана полковник Джамалуддин Ахмед. Премьер-министра застали на лестнице между этажами и предложили сложить свои обязанности, дав время на размышление. Вызванный им новый начальник армейской разведки полковник Джамиль, вскоре прибывший в особняк, приказал военнослужащим вернуться в казармы и был убит у ворот. М. Рахман отказался ехать с путчистами и был расстрелян прямо на лестнице. Вслед за этим были застрелены все члены семьи: жена премьер-министра Бегум Фазилатуннеса, сыновья Джамаль и 10-летний Руссел, брат Абу Насер, невестки, внук, племянник с женой, а также случайные гости и прислуга — всего 20 человек. В живых остались только находившиеся за границей (в ФРГ) две дочери президента, Хасина и Рехана.
Вторая группа напала на дом и расстреляла там Фазлула Хака Мони, племянника М. Рахмана и влиятельного лидера «Авами лиг» и БАКСАЛ вместе с его беременной женой. Третья расстреляла Абдура Раба Серниабата, мужа сестры М. Рахмана (и министра сельского хозяйства) вместе с 13 членами его семьи. Четвёртая группа атаковала штаб-квартиру сил безопасности и после боя, в котором погибло 11 человек, захватила её.
Участвовавшие в перевороте и репрессиях против сторонников бывшей власти офицеры получили повышения в чинах на 2-3 чина сразу (включая организатора переворота Сайеда Фарука Рахмана, произведённого из майоров в звание полковника), убийцы М. Рахмана получили иммунитет от судебного преследования, а четверо его сторонников в правительстве — бывший вице-президент Саид Назрул Ислам, первый премьер-министр страны, бывший министр финансов Таджуддин Ахмед, бывший министр промышленности A. Х. М. Камаруззаман и бывший премьер-министр Мансур Али — были помещены в Центральную тюрьму Дакки (3 ноября 1975 года они там были расстреляны). Дочерям М. Рахмана было запрещено возвращаться на родину.
В 1998 году после победы на выборах новой «Авами Лиг» по главе с вернувшейся в страну дочерью М. Рахмана Хасиной Вазед 15 человек были признаны виновным в этом преступлении и приговорены к смертной казни. Верховный суд Бангладеш в 2001 году оправдал троих из них и фактически заморозил процесс (к власти в стране пришло правительство Халеды Зия, вдовы сторонника путчистов бывшего президента Зиаура Рахмана). Шестеро участников переворота были осуждены заочно, так как скрывались за границей, один, как считается, умер в Зимбабве. Некоторые потом были выданы (например, полковник в отставке Худа, командовавший нападением на дом М. Рахмана и отбывавший срок в Таиланде за магазинную кражу). Апелляции в Верховный суд подали пятеро подсудимых. Однако суд не нашел для них смягчающих обстоятельств и 19 ноября 2009 года утвердил смертный приговор. В определении суда говорилось, что убийство президента, его семьи и других людей не были вызваны военной или политической необходимостью. Осуждённые были казнены 28 января 2010 года.
Абдул Маджед, один из 15 человек, приговоренных к смертной казни за убийство М. Рахмана, скрывался в Ливии и Пакистане, а затем перебрался в Индию, откуда вернулся в Бангладеш в марте 2020 года после начала пандемии COVID-19. Он был арестован 7 апреля 2020 года и через четыре дня был казнён.

## Дополнительная информация
В доме-музее М. Рахмана сохранилась в прежнем виде лестница, на которой он был убит. Рядом фотография его тела на ступеньках и подписью: «Здесь вы можете пролить слёзы!»
В 2008 году было заявлено о намерении снять фильм «Поэт от политики» (англ. Poet of Politics) о жизни М. Рахмана. Главные роли должны были сыграть известные индийские актёры Амитабх Баччан, Абхишек Баччан, Айшвария Рай и Шабана Азми. Однако фильм так и не вышел в прокат.

### Память

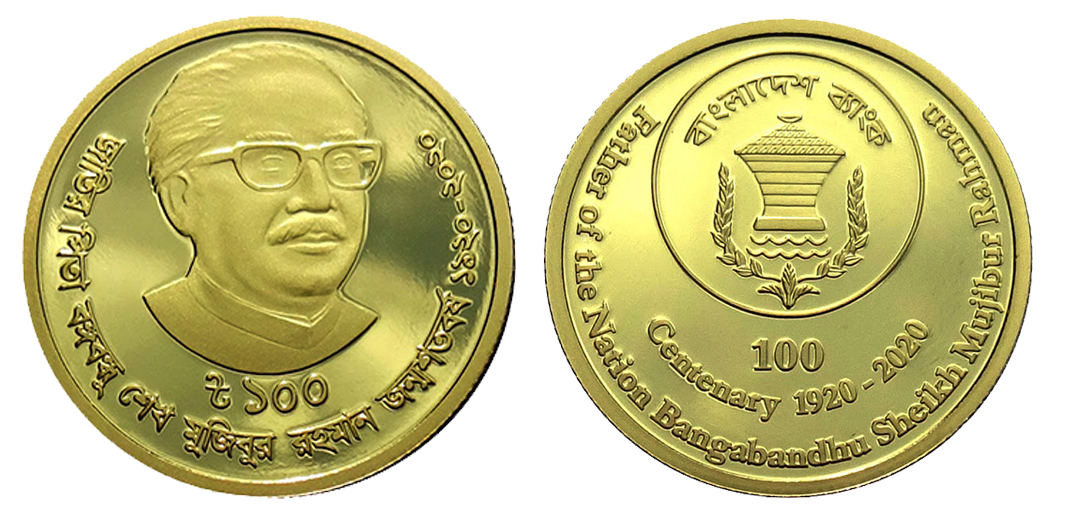
Золотая памятная монета номиналом 100 так, приуроченная к 100-летию со дня рождения Муджибура Рахмана, 2020.

Портрет М. Рахмана изображался практически на всех банкнотах национальной валюты во время его правления, а также в 1998—2001 и с 2009 года, когда у власти находились поддерживавшие его силы.
В честь Бангабандху названы:
- Мост Бангабандху
- Национальный стадион Бангабандху (Дакка)
- Золотой кубок Бангабандху[англ.] (футбол)
- Фрегат «Бангабандху»[англ.]
- Авиабаза Бангабандху
- Медицинский университет Бангабандху Шейха Муджиба[англ.]
- и другое.

Певица Сандхья Мукхопадхьяй выпустила песню «Bangabandhu Tumi Phirey Ele» (досл.: «Бангабандху вернулся к своей мечте»).